# Биг Сиукс Ривър
Биг Сиукс Ривър (на английски: Big Sioux River), (на български: Голяма сиукска река) е приток на Мисури, дълга 419 мили (674 км), която тече в източната част на Южна Дакота и северозападната част на Айова в САЩ. Службата по географските имена на САЩ избира името „Биг Сиукс Ривър“ за реката през 1931 година. Тя е кръстена в чест на сиуксите.
Биг Сиукс Ривър извира в окръг Робъртс, Южна Дакота от ниското плато известно като Кото дес Преъри и тече на юг през окръзите Грант, Кодингтън, Хамлин, Брукингс, Мууди, и Минехаха, преминавайки през общините Уотъртаун, Касълууд, Брус, Фландрю, Игън, Трент, Дел Рапидс, и Балтик. В Сиукс Фолс, където е нейния водопада намиращ се в Парка на водопадите (Фолс Парк) реката дава името си на града. От края на Сиукс Фолс и Брандън, реката определя границата между Южна Дакота и Айова. Влива се в река Мисури на север от Сиукс Сити, Айова.

## Притоци
Основни притоци са:
- Рок Ривър в Айова
- Индиън Ривър в Южна Дакота
- Брокън Кетъл Крийк в Айова.[7]